# Скотт, Уилли
Уилли Луис Скотт—младший (англ. Willie Louie Scott Jr.; 13 февраля 1959, Ньюберри, Южная Каролина — 8 февраля 2021) — профессиональный американский футболист и тренер. Играл на позиции тайт-энда. Выступал в НФЛ с 1981 по 1988 год. На студенческом уровне играл за команду Южно-Каролинского университета, один из лучших игроков в его истории. На драфте НФЛ 1981 года был выбран в первом раунде под общим четырнадцатым номером.

## Биография
Уилли Скотт родился 13 февраля 1959 года в городе Ньюберри в семье учителей. Там же он вырос и окончил старшую школу. Учился в Южно-Каролинском университете, окончил его в 1981 году. В сезоне 1980 года был лучшим принимающим команды, в Гейтор Боуле набрал 109 ярдов, установив рекорд университета. На драфте НФЛ 1981 года был выбран в первом раунде. Представители клуба «Канзас-Сити Чифс» сообщили игроку о своих намерениях, когда он ещё учился в университете.
С 1981 по 1985 год он играл в составе Чифс, затем три сезона провёл в клубе «Нью-Ингленд Пэтриотс». За время карьеры сыграл в 98 матчах регулярного чемпионата НФЛ, набрав на приёме 766 ярдов с 15 тачдаунами. После завершения выступлений начал тренерскую карьеру. Работал в Пэтриотс, командах Восточно-Каролинского университета, университета штата Южная Каролина, университете штата Джорджия в Саванне, колледжа Ньюберри и нескольких старших школ.
С 1999 года Тачдаун-клуб округа Ньюберри награду имени Уилли Скотта, присуждаемую местным игрокам, добившимся значительных успехов в студенческом футболе и учёбе. В 2004 году он был избран в Зал спортивной славы Южной Каролины, с 2006 года входит в Зал спортивной славы Южно-Каролинского университета и Зал славы Юго-Восточной конференции.
В последние годы жизни страдал от проблем с сердцем, ему требовалась пересадка почки. Уилли Скотт скончался 8 февраля 2021 года в возрасте 61 года.